# Kamghe Gaba
Kamghe Gaba (ur. 13 stycznia 1984 we Friedbergu) – niemiecki lekkoatleta specjalizujący się w długich biegach sprinterskich, trzykrotny uczestnik letnich igrzysk olimpijskich (Ateny 2004, Pekin 2008, Londyn 2012).

## Sukcesy sportowe
- dwukrotny mistrz Niemiec w biegu na 400 metrów – 2006[1], 2010[2]
- dwukrotny wicemistrz Niemiec w biegu na 400 metrów – 2005[3], 2007[4]
- dwukrotny brązowy medalista mistrzostw Niemiec w biegu na 400 metrów – 2004[5], 2012[6]

| Rok  | Miasto    | Zawody                         | Konkurencja                      | Wynik                     |
| ---- | --------- | ------------------------------ | -------------------------------- | ------------------------- |
| 2003 | Tampere   | Mistrzostwa Europy juniorów    | sztafeta 4 × 400 m bieg na 400 m | złoty medal srebrny medal |
| 2004 | Ateny     | Igrzyska olimpijskie           | sztafeta 4 × 400 m               | 7. miejsce                |
| 2005 | Erfurt    | Młodzieżowe mistrzostwa Europy | bieg na 400 m                    | srebrny medal             |
| 2006 | Göteborg  | Mistrzostwa Europy             | sztafeta 4 × 400 m               | 4. miejsce                |
| 2007 | Osaka     | Mistrzostwa świata             | sztafeta 4 × 400 m               | 8. miejsce                |
| 2009 | Leiria    | Drużynowe mistrzostwa Europy   | sztafeta 4 × 400 m bieg na 400 m | 2. miejsce 3. miejsce     |
| 2010 | Barcelona | Mistrzostwa Europy             | sztafeta 4 × 400 m               | 4. miejsce                |
| 2011 | Daegu     | Mistrzostwa świata             | sztafeta 4 × 400 m               | 8. miejsce                |
| 2012 | Helsinki  | Mistrzostwa Europy             | sztafeta 4 × 400 m               | brązowy medal             |
| 2014 | Zurych    | Mistrzostwa Europy             | bieg na 400 m                    | 6. miejsce                |
| 2016 | Amsterdam | Mistrzostwa Europy             | sztafeta 4 × 400 m               | 8. miejsce                |

## Rekordy życiowe
- bieg na 200 metrów – 20,96 – Weinheim 27/07/2012
- bieg na 200 metrów (hala) – 21,50 – Frankfurt 09/01/2005
- bieg na 300 metrów – 33,18 – Villeneuve-d’Ascq 08/06/2007
- bieg na 400 metrów – 45,47 – Ulm 16/07/2006
- bieg na 400 metrów (hala) – 47,60 – Stuttgart 29/01/2005